# 스트롬 서먼드의 1957년 민권법 필리버스터

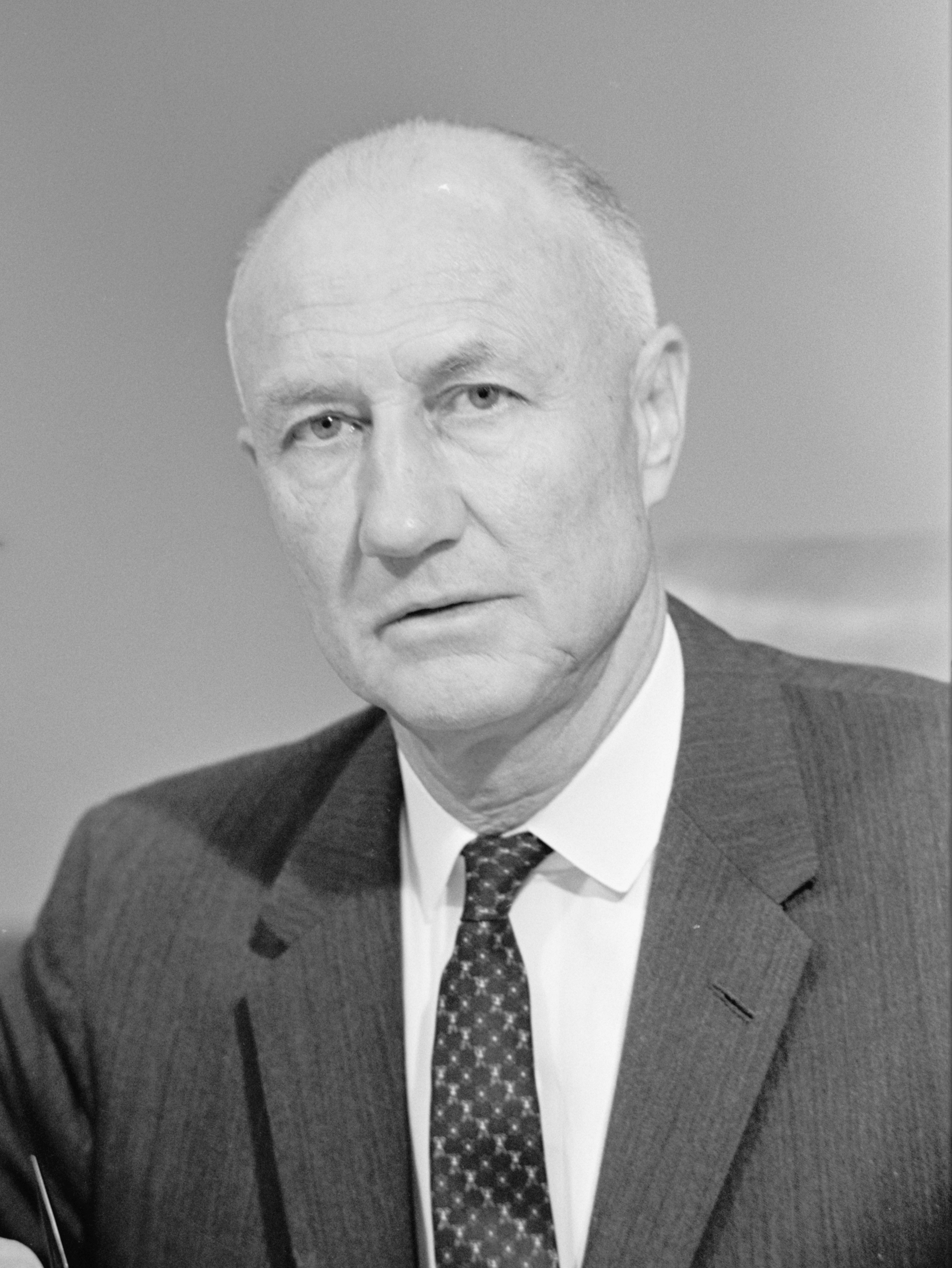
1961년경의 스트롬 서먼드

1957년 8월 28일, 당시 사우스캐롤라이나주의 미국 상원이었던 스트롬 서먼드는 1957년 민권법에 반대하는 필리버스터를 시작하였다. 이 필리버스터는 오후 8시 54분에 시작되었으며, 이튿날 9시 12분에 종료되어 총 24시간 18분이라는 시간동안 발언하였다. 이는 미국 상원 역사 중에서 한 사람이 가장 오랜 시간동안 필리버스터를 진행한 기록으로 남아있으며, 이 기록은 현재까지 깨지지 않고 있다.

## 배경
1957년 민권법은 아프리카계 미국인들의 투표권을 연방으로 확대하고 보호하기 위해 만들어졌다. 상원에서 이 법안은 공화당과 많은 민주당 의원에게 지지를 받았으나, 일부 남부 출신의 민주당 의원들이 이 법안에 반대하였다.

## 필리버스터
서먼드는 이 민권 법안이 위헌이며 "엄청난 이례적인 처벌"이라고 주장하면서 필리버스터를 시작하였다. 서먼드는 이어서 미국 독립선언, 알파벳 순서에 따른 각 주의 선거법, 권리장전, 조지 워싱턴의 고별 연설 편지 등 주로 미국과 그 역사와 관련된 문서들을 읽었다.
서먼드는 목소리와 체력을 아끼기 위하여, 다른 상원의원들이 제기한 질문에 대답하는데 많은 시간을 소모하며 대답하였다.
필리버스터를 하기 위해 서먼드는 화장실에 갈 필요가 없도록 하기 위해 상원 증기실에 가서 몸의 액체를 뺐다. 그렇게 스스로 탈수를 하면서, 자신의 몸이 더 오랜 시간 동안 수분을 흡수할 수 있게 한 후, 화장실을 가기 위해 상원 회의실을 잠깐 떠났다. 서먼드는 필리버스터를 진행한 지 3시간 정도 된 후에 딱 한 번 볼일을 볼 수 있게 되었다. 배리 골드워터 상원 의원은 서먼드에게 화장실 사용을 얼마나 더 연기할 수 있느냐고 조용히 물었고, 서먼드는 이에 "한 시간 정도 더"라고 대답하였다. 골드워터는 서먼드에게 몇 분만 바닥을 양보해 달라고 부탁했고, 골드워터가 말하는 동안 서먼드는 볼일을 볼 수 있었다. 한 보좌관이 필요한 일이 생기면 상원 외투실에 양동이를 준비해놓았으나 결국 사용하지 않았다.
필리버스터를 하는 동안, 서먼드는 잘게 썬 품퍼니켈 빵과 조리된 햄버거를 작게 자른 것을 먹으면서 발언을 지속하였다. 또한 서먼드는 목이 쉬지 않도록 진해정과 맥아 우유 정제를 빨았다.

## 결과와 반응
서먼드가 24시간이 넘게 필리버스터를 진행하였으나, 법안 통과를 막지 못하였고, 더 나아가 표결도 전혀 바꾸지 못하였다.
서먼드는 흑인에게 투표권을 보호하려는 법을 막으려고 시도하였기 때문에 인종차별주의자라고 묘사되었다. 57년 서먼드의 필리버스터와 전년도 남부의 성명서를 작성한 저자는 "서먼드의 명성은 마지막 남부 연합국 중 하나로서, 민권에 대한 '대량 저항'의 남부 백인의 운동이었다"고 말하였다.
1964년, 서먼드는(이때는 민주당에서 공화당으로 당적을 바꾸었다.) 두 번째 민권 반대 필리버스터에 참가하면서 1964년 민권법에 반대한다. 1964년 필리버스터는 57일 동안 남부 출신 상원의원들이 진행하였다.